# Hazardous area response team
Das Hazardous Area Response Team (HART) ist eine Spezialeinheit des National Health Service, des staatlichen Gesundheitssystems Großbritanniens und Nordirlands. Während Verletzte bei Unglücksfällen üblicherweise erst aus dem Gefahrenbereich gerettet werden, um dann außerhalb desselben medizinisch versorgt zu werden, sind die Paramedics des HART ausgebildet und ausgerüstet in den Gefahrenbereich vorzudringen und dort direkt medizinische Hilfe zu leisten. Zu diesem Zweck verfügen sie über Atemschutzgeräte, CSA, Ausrüstung zur Höhenrettung, Wasserrettung, und weitere.